# الكسندر فيدال سيبالوس
الكسندر فيدال سيبالوس هو لاعب كرة قدم دومينيكاني، ولد في 2 سبتمبر 1996 في سانتياغو دي لوس كاباليروس في جمهورية الدومينيكان.

## وصلات خارجية
- الكسندر فيدال سيبالوس على موقع قاعدة بيانات كرة القدم.إي يو (الإنجليزية)
- الكسندر فيدال سيبالوس على موقع ناشيونال فوتبول تيمز (الإنجليزية)